# Diocesi di Brescia

La concattedrale di Santa Maria Assunta

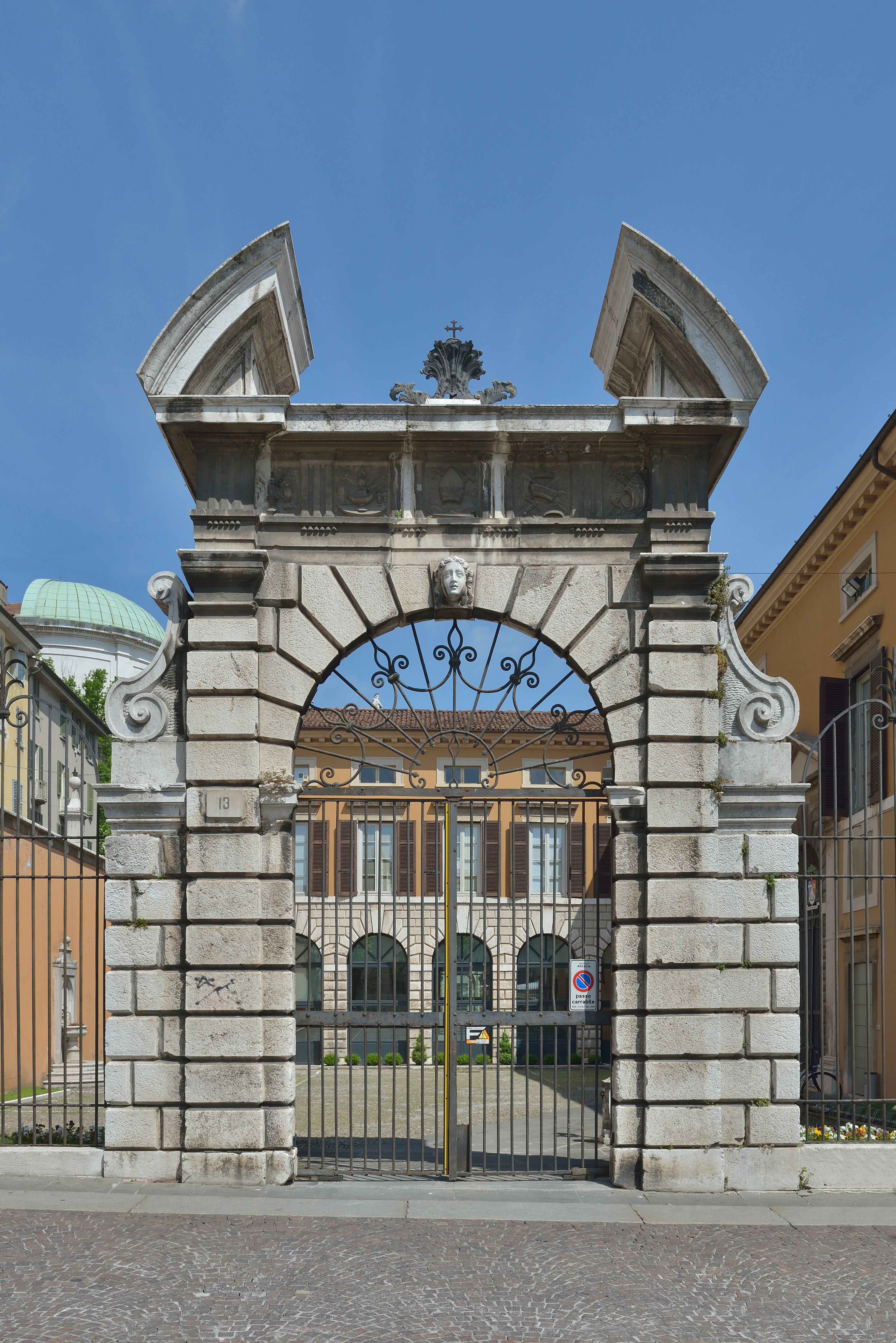
Ingresso del Vescovado di Brescia

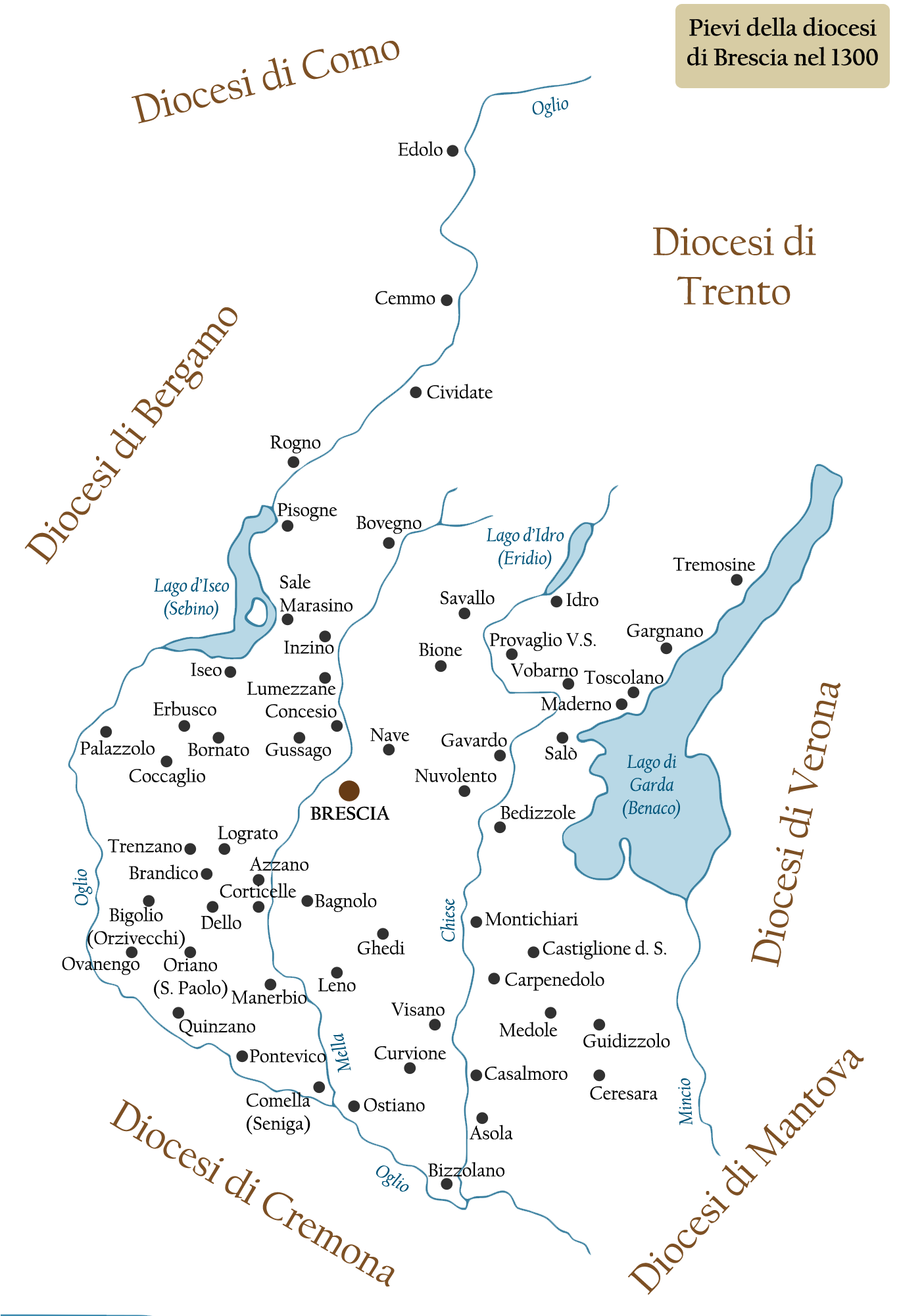
Pievi della diocesi di Brescia nel 1300

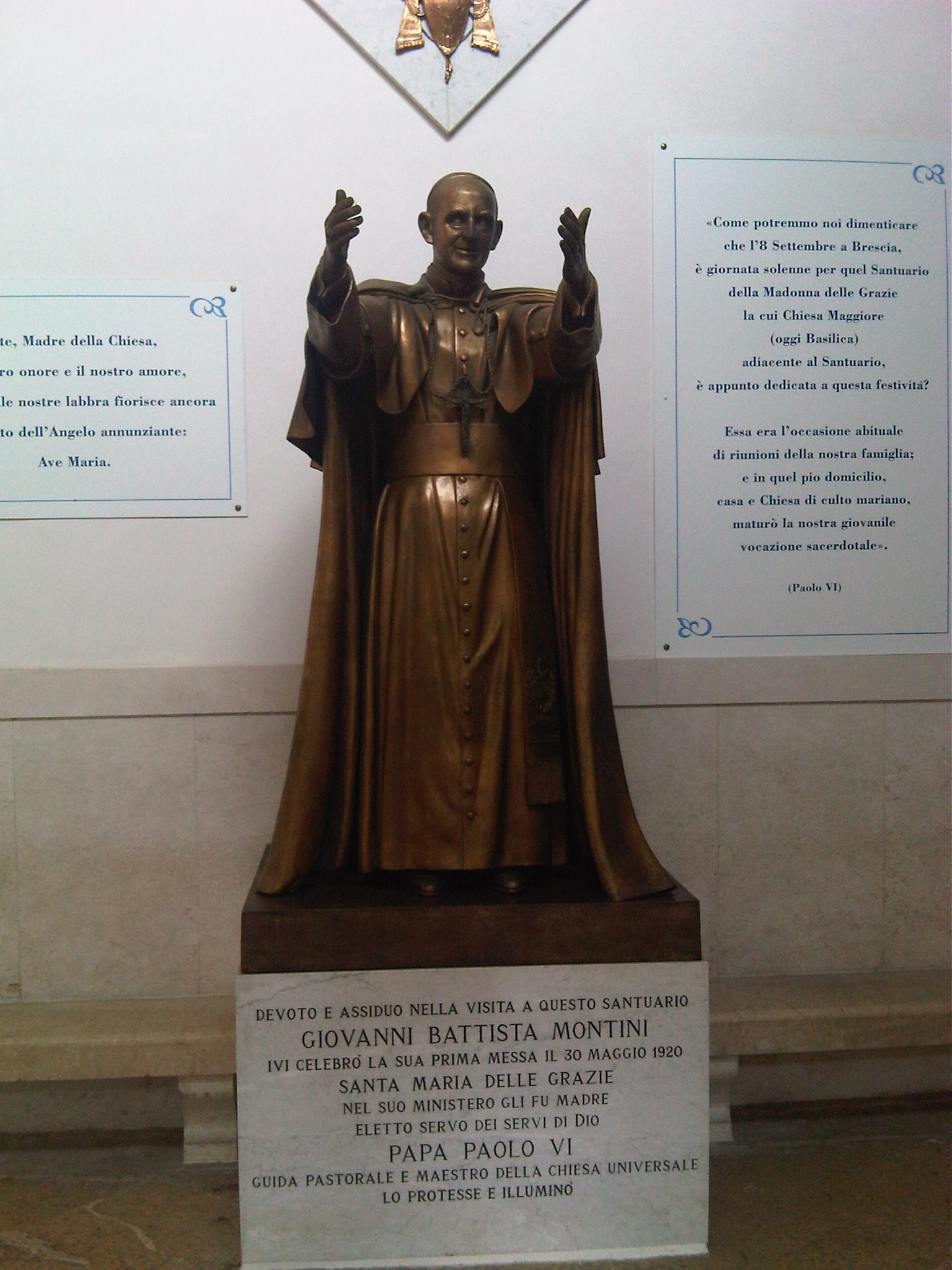
Statua di Paolo VI nel chiostro del Santuario bresciano delle Grazie, dove il futuro papa Paolo VI celebrò la sua prima messa il 30 maggio 1920

La diocesi di Brescia (in latino Dioecesis Brixiensis) è una sede della Chiesa cattolica in Italia suffraganea dell'arcidiocesi di Milano appartenente alla regione ecclesiastica Lombardia. Nel 2023 contava 969.560 battezzati su 1.254.293 abitanti. È retta dal vescovo Pierantonio Tremolada.

## Santi patroni
I patroni principali della diocesi sono i Santi Faustino e Giovita. Dal 1651 Sant'Antonio da Padova è co-patrono, mentre Sant'Angela Merici è patrona secondaria dal 2010.

## Territorio
La diocesi comprende:
- tutti i comuni della provincia di Brescia eccetto il basso Garda a sud di Salò (ultimo paese della diocesi), che appartiene alla diocesi di Verona, e Paratico, che appartiene alla diocesi di Bergamo;
- in provincia di Bergamo: Palosco, Lovere, Costa Volpino e Rogno.

Sede vescovile è la città di Brescia, dove si trovano la cattedrale di Maria Santissima Assunta, detta Duomo nuovo, e la concattedrale di Santa Maria Assunta, detta Duomo vecchio.
Nel territorio diocesano sorgono 6 basiliche minori: Santa Maria delle Grazie a Brescia, Santa Maria della Visitazione a Bagnolo Mella, Sant'Andrea a Pralboino, Sant'Antonino Martire a Concesio, San Lorenzo Martire a Verolanuova e Santa Maria Assunta a Botticino.

### Vicariati e parrocchie

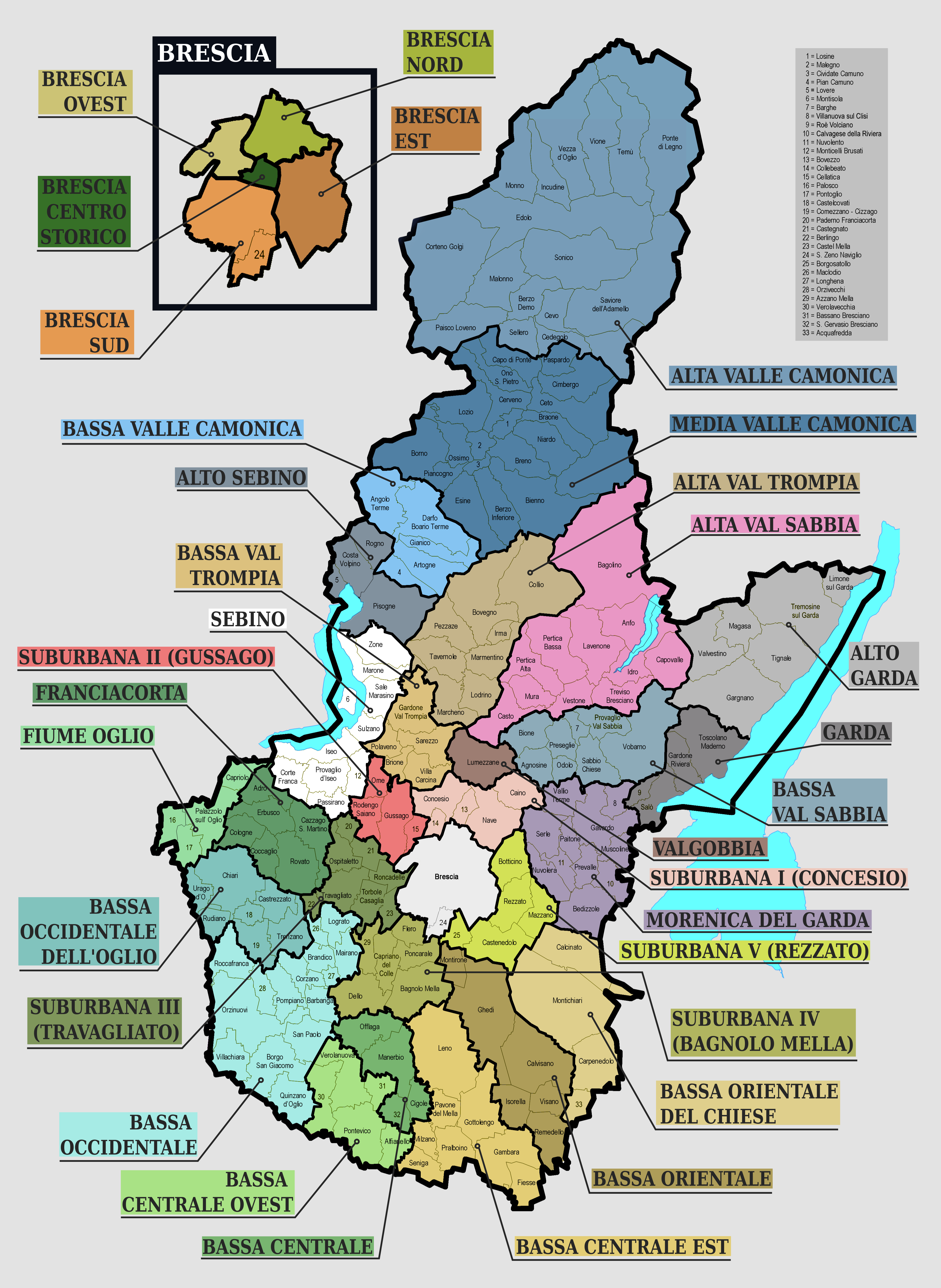
La suddivisione delle zone pastorali

Il territorio è suddiviso in 472 parrocchie riunite in 32 zone pastorali:
- I - Zona dell'Alta Valle Camonica - del Beato Innocenzo da Berzo
- II - Zona della Media Valle Camonica - di San Siro
- III - Zona della Bassa Valle Camonica - della Madonna del Monte
- IV - Zona Alto Sebino - delle Sante Vincenza Gerosa e Bartolomea Capitanio
- V - Zona del Sebino - di San Vigilio
- VI - Zona della Franciacorta - di San Carlo
- VII - Zona del fiume Oglio - di San Fedele
- VIII - Zona della Bassa Occidentale dell'Oglio - di San Filastrio
- IX - Zona della Bassa Occidentale - della beata Stefana Quinzani
- X - Zona Bassa Centrale Ovest - della beata Paola Gambara
- XI - Zona Bassa Centrale - del ven. Alessandro Luzzago
- XII - Zona Bassa Centrale Est - dell'Abbazia di San Salvatore
- XIII - Zona Bassa Orientale - di San Lorenzo
- XIV - Zona Bassa Orientale del Chiese - di San Pancrazio
- XV - Zona Morenica del Garda - di San Gaudenzio
- XVI - Zona Garda - di San Ercolano
- XVII - Zona Alto Garda- della Madonna di Montecastello
- XVIII - Zona Alta Val Sabbia - della Madonna di San Luca
- XIX - Zona Bassa Val Sabbia - di Santa Maria Assunta
- XX - Zona Alta Val Trompia - della Madonna della Misericordia
- XXI - Zona Bassa Val Trompia - di Santa Maria degli Angeli
- XXII - Zona Valgobbia - di S. Apollonio
- XXIII - Zona Suburbana I (Concesio) - di papa Paolo VI
- XXIV - Zona Suburbana II (Gussago) - del Santuario della Madonna della Stella
- XXV - Zona Suburbana III (Travagliato) - di Santa Maria Crocifissa di Rosa
- XXVI - Zona Suburbana IV (Bagnolo Mella) - della Visitazione di Maria
- XXVII - Zona Suburbana V (Rezzato) - del Santuario della Madonna di Valverde
- XXVIII - Zona Urbana - Brescia Est - dei Santi Faustino e Giovita
- XXIX - Zona Urbana - Brescia Nord - dei Santi Faustino e Giovita
- XXX - Zona Urbana - Brescia Ovest - dei Santi Faustino e Giovita
- XXXI - Zona Urbana - Brescia Sud - dei Santi Faustino e Giovita
- XXXII - Zona Urbana - Brescia Centro Storico - dei Santi Faustino e Giovita

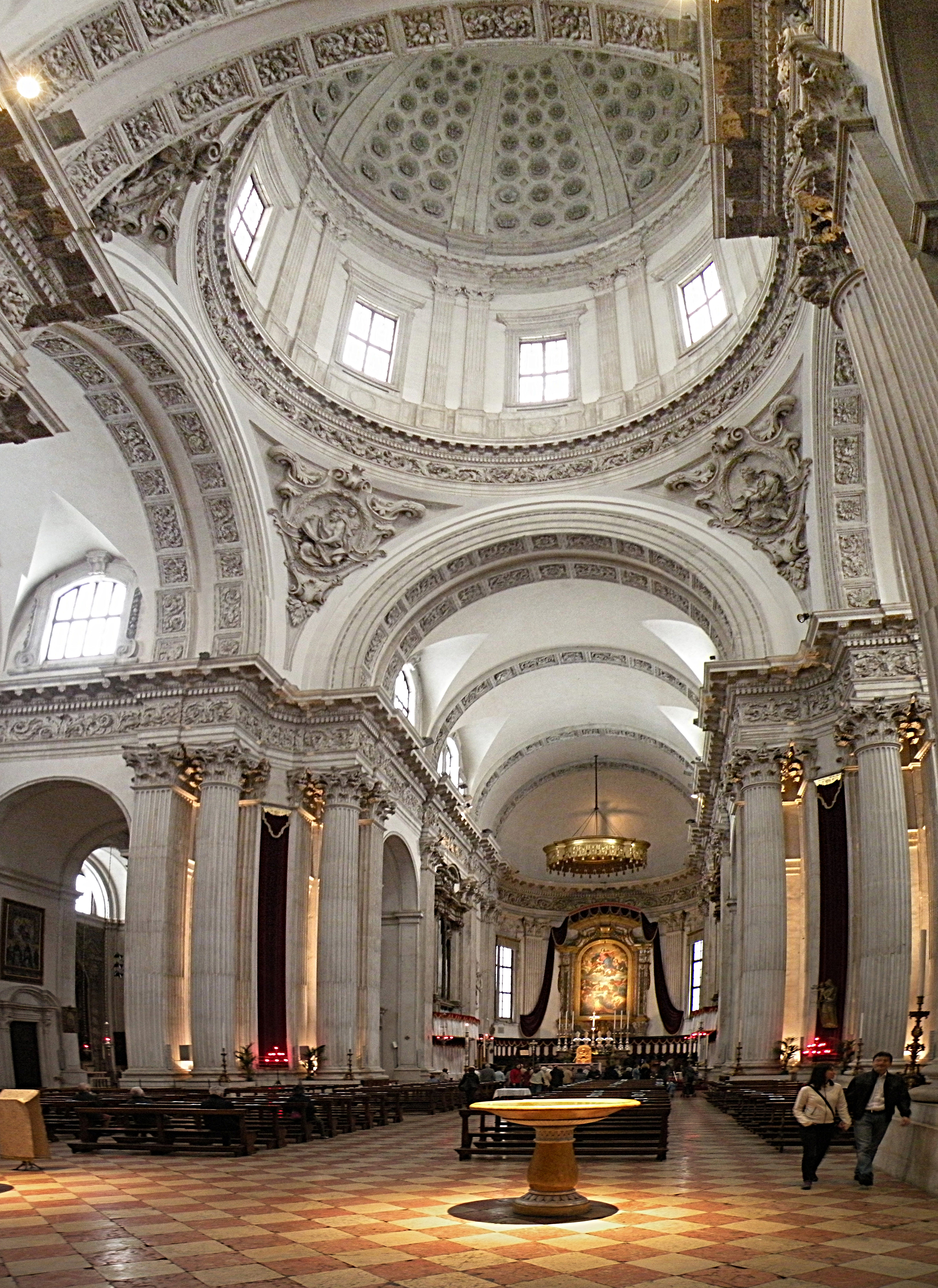
Interno del Duomo nuovo

## Storia
Le origini del cristianesimo a Brescia sono ancora incerte. Il primo vescovo presente a Brescia fu probabilmente sant'Anatalone, vescovo di Milano, all'inizio del III secolo. Quasi certamente la Chiesa bresciana ebbe origine da quella di Milano.

### Medioevo
Il primo vescovo storicamente documentato è Ursicino, che partecipò al concilio di Sardica tra il 342 ed il 344. Dalle omelie del vescovo Gaudenzio (tra IV e V secolo) si evince che in questo periodo il cristianesimo era ben radicato nella società bresciana, anche se persistevano resti di paganesimo.
In epoca longobarda vennero fondati il monastero di San Salvatore (762), in città, e quello maschile a Leno (758); entrambi furono istituiti da re Desiderio.
Dal tempo del vescovo Notingo (metà del IX secolo) i vescovi di Brescia ebbero i titoli e i diritti di conti.
Nell'XI secolo la città di Brescia subisce le lotte tra il papato e impero, con l'elezione di due vescovi. La corruzione del clero porterà quindi Arnaldo da Brescia ad iniziare la sua predicazione fino alla sua cacciata dalla città.
Berardo Maggi, eletto nel 1275, fu il primo vescovo ad avere i titoli di marchese, duca e conte.

### Epoca moderna
Durante il periodo di dominazione veneta i vescovi furono scelti dalla Serenissima e la diocesi attraversò un periodo di tranquillità, turbati unicamente dal nascere di eresie nelle valli camune e triumpline.
Alla fine del XVI secolo la città di Salò, capitale della Magnifica Patria della Rivera di Salò, chiede di ospitare una sede vescovile riunificando le parrocchie dei comuni che le fanno capo, fino ad allora divise in tre diocesi (Brescia, Trento e Verona). L'opposizione accanita dei cittadini bresciani, da sempre contrari all'autonomia rivierasca, e la morte di Carlo Borromeo, sostenitore della causa salodiana, faranno fallire l'operazione.
Tra i protagonisti della riforma tridentina emerge la figura del vescovo Domenico Bollani, attuatore dei decreti del concilio attraverso numerose visite pastorali e l'istituzione del seminario diocesano nel 1568.
Nel Settecento viene costruita l'attuale cattedrale cittadina, dedicata a santa Maria Assunta, accanto al precedente duomo vecchio ed ebbe alcune modifiche territoriali ottenendo nel 1785 alcune parrocchie dalla diocesi di Trento, che costituivano la pieve di Tignale.
Il 12 settembre 1818 papa Pio VII decretò la soppressione dell'abbazia nullius di Asola; delle sue dieci parrocchie, otto furono incorporate nella diocesi di Mantova e due in quella di Brescia.
Nel 1893 nasce il settimanale diocesano La Voce del Popolo.

### Epoca contemporanea
Nel XX secolo la diocesi di Brescia si distingue per una intensa attività pastorale. Particolarmente significativa è la costituzione degli oratori parrocchiali (oltre quattrocento sull'intero territorio provinciale) dotati sovente di strutture ricreative e sportive, bar, sala prova per la musica, sala cinematografica e teatro. Nel 1902 è fondata la "Federazione Giovanile Leone XIII" da don Lorenzo Pavanelli e dal vescovo Giacomo Maria Corna Pellegrini con lo scopo di appoggiare e sviluppare le attività di pastorale giovanile negli oratori. Ammodernamenti di intenti e riflessione sugli oratori furono promossi nel 1960 ad opera del vicario episcopale Guglielmo Bosetti e dal vescovo Giacinto Tredici.
Nel 1963 il cardinale bresciano Giovan Battista Montini viene eletto al soglio papale con il nome di Paolo VI. Dal 1981 particolare slancio alle attività degli oratori bresciani fu la costituzione del Segretariato Oratori diretto dal sacerdote don Amerigo Barbieri e promosso dal vescovo Bruno Foresti; nel 1983 nasce la rivista Il Gabbiano come organo di collegamento delle attività oratoriane diocesane e di riflessione sulla pastorale giovanile; nel 2002 viene costituito il "Centro Oratori Bresciani" ad opera di mons. Claudio Paganini con il vescovo Giulio Sanguineti e l'anno seguente è indetto il convegno ecclesiale diocesano "Generazioni di fede" dal quale si decide l'avvio della riforma del catechismo tradizionale nel modello dell'ICFR.
Con l'intento di promuovere la formazione dei laici e dei giovani attivi negli oratori bresciani nel 2009 è stata aperta la Casa di Formazione "Bruno Foresti". Nel 2013 il vescovo Luciano Monari indice il sinodo diocesano "Comunità in cammino" per l'avvio della riforma delle unità pastorali parrocchiali.
Il 22 febbraio 2024 ha ceduto la parrocchia di Bossico alla diocesi di Bergamo, a cui era già affidata in convenzione alla cura pastorale dall'estate 2014.

## La Voce del Popolo
La Voce del Popolo è il settimanale della diocesi di Brescia, fondato nel 1893, affiancando il quotidiano Il cittadino di Brescia, già esistente dal 1878 e più politico.
Protagonista delle battaglie politiche locali nel difficile periodo del confronto fra liberali e cattolici, il giornale è sottoposto spesso alla censura al punto da dover sospendere nel 1926 le pubblicazioni dopo che la tipografia viene devastata in seguito ad un'incursione fascista.
Nel 1937 la testata riprende le pubblicazioni cambiando il nome in La Voce Cattolica, probabilmente anche per evitare la confusione con il quotidiano fascista Il Popolo di Brescia. Nel settembre 1945 riprende il nome storico, raggiungendo negli anni cinquanta una tiratura di 50 000 copie che nel tempo si attesteranno tra le 15-20 000 copie (di cui mille destinate alle missioni bresciane sparse nel mondo).
In occasione degli ottant'anni del settimanale, iniziano dal 1º dicembre 1972 le pubblicazioni di fascicoli inseriti all'interno del giornale intitolati Enciclopedia bresciana. L'iniziativa, nata da un'idea di Antonio Fappani, monsignore e storico della cultura bresciana, è andata avanti per più di trent'anni con un'interruzione di 4 anni nel 1987. Sono stati pubblicati in totale 22 volumi, l'ultimo è uscito nel 2007.
Il settimanale, edito dalla Fondazione Opera Diocesana San Francesco di Sales, è affiancato da un giornale on line che nell'ottobre 2018 ripropone la collana in 12 puntate WebDoc Paolo VI, un uomo, un Papa, un santo lanciata dall'inizio del mese su VaticanNews.

## Cronotassi dei vescovi
Si omettono i periodi di sede vacante non superiori ai 2 anni o non storicamente accertati.

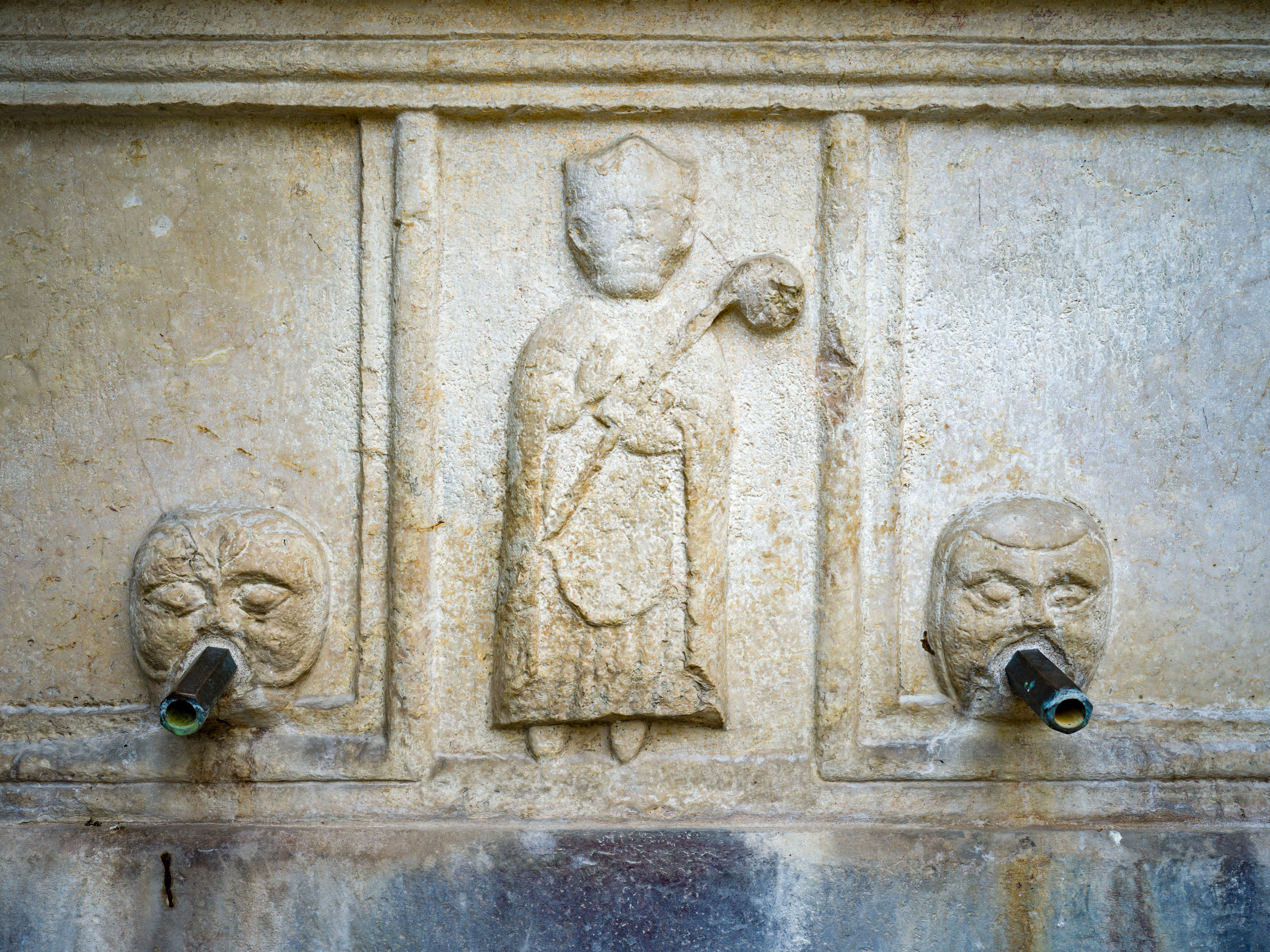
Il vescovo Tiziano di Brescia sulla fontana Tagliaferri in Piazzetta Tito Speri a Brescia

Il più antico catalogo dei vescovi bresciani è contenuto in un manoscritto, chiamato codice queriniano, che il Brunati (Santi bresciani) attribuisce alla metà circa dell'XI secolo. L'elenco dei vescovi fino al IX secolo è contenuto anche nel discorso che il vescovo Ramperto tenne nell'838 in occasione della traslazione delle spoglie del suo predecessore san Filastrio dalla chiesa di Sant'Andrea alla cattedrale, nel quale Ramperto ricorda tutti i vescovi successivi a Filastrio, septimus episcopus brixiensem, fino al suo episcopato. Per l'antichità dei testimoni, questo catalogo è ritenuto autentico.
- Sant'Anatalone ? † (inizio III secolo)
- San Clateo † (seconda metà del III secolo o inizio IV secolo)
- San Viatore † (inizio IV secolo)
- San Flavio Latino † (IV secolo)
- Sant'Apollonio † (IV secolo)
- Sant'Ursicino o Ursacio † (menzionato nel 342/344)
- San Faustino † (seconda metà del IV secolo)
- San Filastrio † (circa 379 - 17 luglio 387 deceduto)[17]
- San Gaudenzio † (prima del 397 - dopo il 406)
- San Paolo † (inizio V secolo)
- San Teofilo † (prima metà del V secolo)
- San Silvino † (prima metà del V secolo)
- San Gaudioso † (prima metà del V secolo)
- Sant'Ottaziano † (menzionato nel 451)
- San Vigilio † (seconda metà del V secolo)
- San Tiziano † (fine V secolo)
- San Paolino (Paolo) † (inizio VI secolo)
- San Cipriano † (prima metà del VI secolo)
- Sant'Ercolano † (VI secolo)
- Sant'Onorio † (seconda metà del VI secolo)
- San Rusticiano † (fine VI secolo)
- San Dominatore † (fine VI secolo)
- San Paolo † (inizio VII secolo)
- San Paterio † (inizio VII secolo)
- Sant'Anastasio † (VII secolo)
- San Domenico † (circa 655 - circa 671)
- San Felice † (fine VII secolo)
- San Deusdedit (Diodato, Adeodato) † (prima del 679 - dopo il 680)
- Gaudioso † (fine VII secolo)
- Rusticiano † (inizio VIII secolo)
- Apollinare † (inizio VIII secolo)
- Andrea † (VIII secolo)
- Teobaldo † (metà dell'VIII secolo)
- Vitale † (metà dell'VIII secolo)
- Benedetto † (menzionato nel 761)
- Ansoaldo † (menzionato nel 774 ?)
- Cuniperto † (fine VIII secolo)
- Anfrido † (menzionato nell'813)
- Pietro † (inizio IX secolo)
- Ramperto † (prima dell'827 - dopo l'842)
- Notingo † (prima dell'844 - dopo l'859)
- Antonio † (prima dell'863 - dopo l'898)
- Ardingo † (prima del 901 - 922)
- Landolfo † (922 - ?)
- Giuseppe † (metà del X secolo)
- Antonio † (prima del 952 - dopo il 969)[18]
- Goffredo di Canossa † (prima del 979 - prima di luglio 981 nominato vescovo di Luni)[18][19]
- Attone di Canossa † (seconda metà del X secolo)[18]
- Adalberto † (prima del 996 - dopo ottobre 1001)[18][20]
- Landolfo † (prima di maggio 1006 - 26 aprile 1030 deceduto)[18]
- Olderico (Olderico I) † (prima di luglio 1031 - 1054 deceduto)[18]
- Eccheardo † (aprile-giugno 1055 - 1057 deceduto)[18][21][22]
- Adelmanno di Liegi † (prima di aprile 1059 - 1061 deceduto)[18][21]
- Alderico (Olderico II) † (menzionato nel 1074)
- Conone † (menzionato nel 1080)[18][23]
- Giovanni † (menzionato nel 1085)[18]
- Oberto † (prima del 1093 - 1098 deposto)[18]
- Arimanno da Gavardo † (circa aprile 1098 - prima di marso 1116 deposto)[18]
- Villano † (12 marzo 1116 consacrato - 1132 deposto)[18]
- Manfredo Boccacci † (1133 - 7 gennaio 1153 deceduto)
- Raimondo de Monte Claro † (prima del 1º marzo 1153 - 4 agosto 1173 deceduto)
- Giovanni Griffi detto Fiumicello † (prima del 2 giugno 1174 - 10 novembre 1195 deceduto)
- Giovanni da Palazzo † (18 novembre 1195 - 5 agosto 1212 deceduto)
- Alberto da Reggio † (prima del 22 maggio 1213 - 1226 nominato patriarca di Antiochia)
- Beato Guala de Roniis, O.P. † (prima del 1229 - 5 settembre 1244 deceduto)
- Azzone da Torbiato † (1244 - 18 ottobre 1253 deceduto)
- Cavalcano Sala † (1253 - 1263 deceduto)
- Martino Arimanni † (15 marzo 1264 - 1275 deceduto)
- Berardo Maggi † (21 settembre 1275 - 6 ottobre 1308 deceduto)
- Federico Maggi † (2 gennaio 1309 - circa 1317 deposto o nominato vescovo di Piacenza)
- Princivalle Fieschi † (27 luglio 1317 - 24 maggio 1325 nominato vescovo di Tortona)
- Tiberio della Torre † (24 maggio 1325 - 1333 deceduto)
- Jacopo de Atti † (14 giugno 1335 - 31 ottobre 1344 deceduto)
- Lamberto Balduino della Cecca † (3 novembre 1344 - 3 settembre 1349 deceduto)
- Bernardo Tricardo, O.Cist. † (23 ottobre 1349 - 15 marzo 1358 deceduto)
- Raimondo Bianchi, O.S.B. † (24 settembre 1358 - 1362 deceduto)
- Enrico da Sessa † (19 dicembre 1362 - 22 ottobre 1369 nominato vescovo di Como)
- Agapito Colonna † (22 ottobre 1369 - 11 agosto 1371 nominato patriarca di Lisbona)
- Stefano Palosti de Verayneris † (3 settembre 1371 - 30 marzo 1373 nominato vescovo di Todi)
- Andrea de Aptis, O.E.S.A. † (30 marzo 1373 - 1378 deceduto)
- Nicolò Zanasio † (1378 - 1383 o 1384 nominato arcivescovo di Benevento)
- Andrea Segazeno, O.E.S.A. † (14 gennaio 1383 o 1384 - dopo l'11 marzo 1387 deceduto)
- Tommaso Visconti, O.E.S.A. † (28 gennaio 1388 - 1º febbraio 1390 nominato vescovo di Cremona)[24]
- Francesco Lante, O.F.M. † (13 aprile 1390 - 21 ottobre 1390 nominato vescovo di Cremona)
- Tommaso Visconti † (21 ottobre 1390 - 28 marzo 1397 nominato vescovo in partibus di Egina) (per la seconda volta)
- Tommaso Pusterla † (28 marzo 1397 - 1399 deceduto)
- Guglielmo Pusterla † (14 marzo 1399 - 1416 deceduto)
  - Antonio Correr, O.P. † (prima dell'11 maggio 1409 - 15 luglio 1409 nominato vescovo di Ceneda) (antivescovo)[25]
  - Pandolfo Malatesta † (1416 - 7 ottobre 1418 dimesso) (amministratore apostolico)
- Francesco Marerio † (30 gennaio 1419 - 23 marzo 1442 nominato vescovo di Montefiascone e Corneto)
- Pietro de Monte † (23 marzo 1442 - 12 gennaio 1457 deceduto)
- Bartolomeo Malipiero † (24 gennaio 1457 - 4 novembre 1464 deceduto)
- Domenico de Dominici † (14 novembre 1464 - 17 febbraio 1478 deceduto)
- Lorenzo Zane † (27 febbraio 1478 - 1480 dimesso)
- Paolo Zane † (19 dicembre 1480 - marzo 1531 deceduto)
  - Francesco Corner (o Cornaro) † (marzo 1531 - 13 marzo 1532 dimesso) (amministratore apostolico)
- Andrea Corner (o Cornaro) † (13 marzo 1532 - 30 gennaio 1551 deceduto)
  - Alvise Priuli (1551 - 1551) (vescovo eletto)
- Durante Duranti † (18 febbraio 1551 - 24 dicembre 1558 deceduto)
- Domenico Bollani † (15 marzo 1559 - 12 agosto 1579 deceduto)
- Giovanni Dolfin † (26 agosto 1579 - 1º maggio 1584 deceduto)
- Gianfrancesco Morosini † (23 settembre 1585 - 14 gennaio 1596 deceduto)
- Marino Zorzi (Giorgi) † (4 marzo 1596 - 28 agosto 1631 deceduto)
- Vincenzo Giustiniani † (31 gennaio 1633 - 13 febbraio 1645 deceduto)
- Marco Morosini † (31 luglio 1645 - 4 ottobre 1654 deceduto)
- Pietro Vito Ottoboni † (7 dicembre 1654 - 9 giugno 1664 dimesso, poi eletto papa con il nome di Alessandro VIII)
- Marino Giovanni Zorzi (Giorgi) † (9 giugno 1664 - 24 ottobre 1678 deceduto)
- Bartolomeo Gradenigo † (13 luglio 1682 - 29 luglio 1698 deceduto)
- Daniele Marco Dolfin † (15 settembre 1698 - 5 agosto 1704 deceduto)
- Giovanni Badoer (Badoaro) † (7 giugno 1706 - 17 maggio 1714 deceduto)
- Gianfrancesco Barbarigo † (9 luglio 1714 - 20 gennaio 1723 nominato vescovo di Padova)
- Fortunato Morosini, O.S.B. † (15 marzo 1723 - 25 giugno 1727 deceduto)
- Angelo Maria Querini, O.S.B. † (30 luglio 1727 - 6 gennaio 1755 deceduto)
- Giovanni Molin † (17 febbraio 1755 - 14 marzo 1773 deceduto)
- Giovanni Nani † (19 aprile 1773 - 23 ottobre 1804 deceduto)
  - Sede vacante (1804-1807)
- Gabrio Maria Nava † (18 settembre 1807 - 2 novembre 1831 deceduto)
  - Sede vacante (1831-1834)
- Carlo Domenico Ferrari, O.P. † (20 gennaio 1834 - 29 novembre 1846 deceduto)
  - Sede vacante (1846-1850)
- Girolamo Verzeri † (30 settembre 1850 - 1º dicembre 1883 deceduto)
- Giacomo Maria Corna Pellegrini Spandre † (1º dicembre 1883 succeduto - 21 maggio 1913 deceduto)
- Giacinto Gaggia † (28 ottobre 1913 - 15 aprile 1933 deceduto)[26]
- Giacinto Tredici, O.SS.C.A. † (21 dicembre 1933 - 19 agosto 1964 deceduto)
- Luigi Morstabilini † (7 ottobre 1964 - 7 aprile 1983 ritirato)
- Bruno Foresti † (7 aprile 1983 - 19 dicembre 1998 ritirato)
- Giulio Sanguineti (19 dicembre 1998 - 19 luglio 2007 ritirato)
- Luciano Monari (19 luglio 2007 - 12 luglio 2017 ritirato)
- Pierantonio Tremolada, dal 12 luglio 2017

## Persone legate alla diocesi
- Giuseppe Almici (1904 - 1985), vescovo
- Giacomo Vender (1909 - 1974), presbitero, militare e partigiano
- Giovanni Battista Re (1934), cardinale vescovo di Sabina-Poggio Mirteto (dal 2002) e di Ostia (dal 2020), prefetto emerito della Congregazione per i vescovi (dal 2010), decano del collegio cardinalizio (dal 2020)
- Domenico Sigalini (1942), vescovo emerito di Palestrina
- Carlo Bresciani (1949), vescovo emerito di San Benedetto del Tronto-Ripatransone-Montalto
- Francesco Beschi (1951), vescovo di Bergamo
- Ovidio Vezzoli (1956), vescovo di Fidenza
- Gianmarco Busca (1965), vescovo di Mantova

## Calendario liturgico proprio della diocesi
| Data                               | Celebrazione                                                 | Grado                                    |
| ---------------------------------- | ------------------------------------------------------------ | ---------------------------------------- |
| 16 gennaio                         | Beato Giuseppe Antonio Tovini, laico                         | Memoria facoltativa                      |
| 23 gennaio                         | Beata Paola Gambara Costa, laica                             | Memoria facoltativa                      |
| 27 gennaio                         | Sant'Angela Merici, vergine patrona secondaria della diocesi | Memoria per la diocesi Festa a Brescia   |
| 15 febbraio                        | Santi Faustino e Giovita, martiri, patroni della diocesi     | Festa per la diocesi Solennità a Brescia |
| 16 febbraio                        | Beato Giovanni Bodeo e compagni, martiri                     | Memoria facoltativa                      |
| 18 febbraio                        | Santa Geltrude Caterina Comensoli, vergine                   | Memoria facoltativa                      |
| 20 aprile                          | Tutti i Santi della Chiesa bresciana                         | Festa                                    |
| 26 aprile                          | San Giovanni Battista Piamarta, sacerdote                    | Memoria facoltativa                      |
| 11 maggio                          | Beata Annunciata Cocchetti, vergine                          | Memoria facoltativa                      |
| 16 maggio                          | San Riccardo Pampuri, religioso                              | Memoria                                  |
| 18 maggio                          | Sante Bartolomea Capitanio e Vincenza Gerosa, religiose      | Memoria                                  |
| 21 maggio                          | Sant'Arcangelo Tadini, sacerdote                             | Memoria                                  |
| 22 maggio                          | Santa Giulia, vergine e martire                              | Memoria                                  |
| 28 maggio                          | San Lodovico Pavoni, sacerdote                               | Memoria facoltativa                      |
| 29 maggio                          | San Paolo VI, papa                                           | Memoria                                  |
| 30 maggio                          | Beata Lucia dell'Immacolata Ripamonti, vergine               | Memoria facoltativa                      |
| 9 giugno                           | Beato Mosè Tovini, sacerdote                                 | Memoria facoltativa                      |
| 16 giugno                          | Beata Stefana Quinzani, vergine                              | Memoria facoltativa                      |
| 20 giugno                          | Beato Giovanni Battista Zola, sacerdote e martire            | Memoria facoltativa                      |
| 4 luglio                           | Dedicazione della cattedrale                                 | Festa Solennità in cattedrale            |
| 27 luglio                          | Beata Maria Maddalena Martinengo, vergine                    | Memoria facoltativa                      |
| 12 agosto                          | Sant'Ercolano, vescovo                                       | Memoria                                  |
| 25 agosto                          | Beata Maria Troncatti, vergine                               | Memoria facoltativa                      |
| 4 settembre                        | Beato Guala de Roniis, vescovo                               | Memoria facoltativa                      |
| 26 settembre                       | San Paolo VI, papa                                           | Memoria facoltativa                      |
| 28 settembre                       | Beato Innocenzo da Berzo, sacerdote                          | Memoria facoltativa                      |
| 10 ottobre                         | San Daniele Comboni, vescovo                                 | Memoria                                  |
| 13 ottobre                         | Beato Giovanni Bodeo, religioso e martire                    | Memoria facoltativa                      |
| 25 ottobre                         | Santi Filastrio e Gaudenzio, vescovi                         | Festa                                    |
| 27 ottobre                         | Santa Teresa Eustochio Verzeri, vergine                      | Memoria                                  |
| domenica precedente il 1º novembre | Dedicazione della propria chiesa                             | Solennità                                |
| 7 novembre                         | Beato Sebastiano Maggi, sacerdote                            | Memoria facoltativa                      |
| 9 dicembre                         | San Siro, vescovo                                            | Memoria                                  |
| 15 dicembre                        | Santa Maria Crocifissa Di Rosa, vergine                      | Memoria                                  |

## Statistiche
La diocesi nel 2023 su una popolazione di 1.254.293 persone contava 969.560 battezzati, corrispondenti al 77,3% del totale.
| anno | popolazione | popolazione | popolazione | presbiteri | presbiteri | presbiteri | presbiteri                | diaconi | religiosi | religiosi | parrocchie |
| anno | battezzati  | totale      | %           | numero     | secolari   | regolari   | battezzati per presbitero | diaconi | uomini    | donne     | parrocchie |
| ---- | ----------- | ----------- | ----------- | ---------- | ---------- | ---------- | ------------------------- | ------- | --------- | --------- | ---------- |
| 1950 | 816.522     | 816.565     | 100,0       | 1.207      | 932        | 275        | 676                       |         | 449       | 2.868     | 423        |
| 1959 | ?           | 859.079     | ?           | 1.123      | 953        | 170        | ?                         |         | 156       | 3.944     | 454        |
| 1970 | ?           | 920.148     | ?           | 1.255      | 971        | 284        | ?                         |         | 406       | 4.450     | 481        |
| 1980 | 967.000     | 1.000.000   | 96,7        | 1.223      | 968        | 255        | 790                       |         | 370       | 3.709     | 493        |
| 1990 | 981.000     | 1.005.938   | 97,5        | 1.142      | 909        | 233        | 859                       | 12      | 404       | 2.745     | 470        |
| 1999 | 995.600     | 1.037.900   | 95,9        | 1.108      | 887        | 221        | 898                       | 24      | 340       | 2.361     | 469        |
| 2000 | 983.000     | 1.025.248   | 95,9        | 1.089      | 871        | 218        | 902                       | 24      | 353       | 2.461     | 469        |
| 2001 | 1.025.116   | 1.041.466   | 98,4        | 1.097      | 872        | 225        | 934                       | 26      | 358       | 2.455     | 469        |
| 2002 | 1.030.785   | 1.047.135   | 98,4        | 1.086      | 866        | 220        | 949                       | 29      | 354       | 2.354     | 473        |
| 2003 | 1.052.850   | 1.070.800   | 98,3        | 1.090      | 873        | 217        | 965                       | 30      | 313       | 2.205     | 469        |
| 2004 | 968.389     | 1.074.389   | 90,1        | 1.084      | 874        | 210        | 893                       | 34      | 326       | 2.148     | 469        |
| 2006 | 959.680     | 1.094.686   | 87,7        | 1.059      | 843        | 216        | 906                       | 35      | 322       | 2.149     | 470        |
| 2012 | 956.500     | 1.136.500   | 84,2        | 985        | 784        | 201        | 971                       | 51      | 296       | 1.688     | 473        |
| 2015 | 960.000     | 1.152.107   | 83,3        | 934        | 735        | 199        | 1.027                     | 54      | 289       | 1.470     | 473        |
| 2018 | 960.000     | 1.153.587   | 83,2        | 966        | 766        | 200        | 993                       | 61      | 338       | 1.225     | 473        |
| 2020 | 970.000     | 1.205.102   | 80,5        | 947        | 721        | 226        | 1.024                     | 62      | 349       | 984       | 473        |
| 2022 | 963.550     | 1.187.076   | 81,2        | 903        | 679        | 224        | 1.067                     | 61      | 332       | 839       | 473        |
| 2023 | 969.560     | 1.254.293   | 77,3        | 901        | 677        | 224        | 1.076                     | 68      | 281       | 808       | 473        |